# Ussaramanna
Ussaramanna (in sardo Soramanna) è un comune italiano di 471 abitanti della provincia del Medio Campidano.
Vi si celebra ogni anno a maggio la mostra delle erbe spontanee, e vanta una produzione di ottimo olio d'oliva e vino nuragus.

## Storia
La zona risulta abitata già in epoca nuragica, come testimonia la presenza di alcuni nuraghi, e in epoca romana, come si evince dal rinvenimento di alcuni reperti archeologici.
In epoca medioevale appartenne al Giudicato di Arborea e fece parte della curatoria di Marmilla. Nel territorio sorgeva un altro paese chiamato Ussaraminore o Ussarella. Alla caduta del giudicato, nel 1410 entrambi i paesi entrarono a far parte del Marchesato di Oristano.
In seguito al fallimento della rivolta antiaragonese di Leonardo Alagon, ultimo marchese di Oristano, dopo la battaglia di Macomer (1478) tutta l'area passò sotto il dominio aragonese. In epoca aragonese fece parte dell'Incontrada di Parte Montis, appartenente alla contea di Quirra, feudo dei Carroz. Nel 1603 la contea divenne un marchesato, feudo dei Centelles. Ussaraminore andò pian piano decadendo, finché rimase completamente disabitata agli inizi del XVIII secolo.
Nel 1798, in periodo sabaudo, Ussaramanna passò agli Osorio de la Cueva, in possesso dei quali rimase fino al 1839 quando fu riscattato in seguito alla soppressione del sistema feudale.
Dal 1928 al 1946 fu aggregata al comune di Lunamatrona.

### Simboli
Lo stemma e il gonfalone del comune di Ussaramanna sono stati concessi con decreto del 25 maggio 1977.
Il gonfalone è un drappo di giallo.

## Monumenti e luoghi d'interesse

### Siti archeologici

#### Nuraghe San Pietro
Il nuraghe San Pietro si erge a 165 m sul livello del mare, sulla sommità di una collina nell'immediata periferia del paese di Ussaramanna. Quattro distinte campagne di scavo hanno, in parte, evidenziato lo sviluppo planimetrico del complesso, costituito da una torre centrale avvolta da un bastione quadrilobato composto da cortine rettilinee e quattro torri pressoché equidistanti. La torre primitiva, o maschio, presenta una camera circolare, oggi priva di copertura, con due nicchie a soffitto ogivale contrapposte; dal corridoio d'ingresso si sviluppa, lungo la massa muraria, una scala anulare, parzialmente coperta, che si interrompe, dopo qualche gradino, sulla cresta dell'edificio: di fronte al vano scala, una garitta. Nuovi e vecchi scavi hanno evidenziato, all'esterno del poderoso edificio, ambienti rettangolari il cui impianto probabilmente risale all'età romana.
Chiesa San Lorenzo
L'impianto planimetrico della Chiesa è semplice, come del resto tutta la struttura, completamente priva di decorazioni sia interne che esterne. La pianta è rettangolare ad aula unica, dotata di due ingressi, uno frontale e uno laterale. La copertura a due falde è impostata su quattro capriate lignee su cui poggia un tavolato, e su cui da poco è stata adagiata una copertura in eternit. L'altare settecentesco con repertorio tardo barocco è situato sulla parete dirimpettaia all'ingresso principale ed è circondato a sinistra e a destra da due semplici sedili in muratura. L'unico elemento di un certo pregio è forse il pulpito ligneo a cui si accede tramite una scala sempre lignea. L'esterno intonacato recentemente non permette la visione degli strati sottostanti, ed uniforma tutta la costruzione; lasciando in vista solo le chiavi dei tiranti messi in corrispondenza delle capriate

## Società

### Evoluzione demografica
Abitanti censiti

### Lingue e dialetti
La variante del sardo parlata a Ussaramanna è il campidanese occidentale.

### Tradizione e folclore

#### Eventi
La festività principale è quella del 10 agosto, ossia San Lorenzo martire, durante la quale sono tante le manifestazioni folkloristiche tipiche del posto; il 9, il 10 e l'11 agosto invece il Comitato di San Lorenzo porta complessi musicali di vario genere.

## Amministrazione
| Periodo         | Periodo         | Primo cittadino | Partito                              | Carica  | Note |
| --------------- | --------------- | --------------- | ------------------------------------ | ------- | ---- |
| 31 maggio 2015  | 26 ottobre 2020 | Marco Sideri    | Lista civica "Uniti per Ussaramanna" | Sindaco |      |
| 26 ottobre 2020 | in carica       | Marco Sideri    | Lista civica "Ussaramanna 2025"      | Sindaco |      |